# Helmut Höhenberger
Helmut Höhenberger (* 1931 in Dortmund) ist ein ehemaliger deutscher Ringer und Angehöriger des ASV Heros Dortmund.
Dort lernte er bei Willi Liebern das ABC des Ringersports und wurde 1949 deutscher Jugendmeister in der Klasse bis 60 kg Körpergewicht. Auch in seiner Aktivenzeit wog er kaum mehr und startete immer in der Federgewichtsklasse (bis 62 kg Körpergewicht). Seine erste deutsche Meisterschaft bei den Aktiven errang er 1951 im freien Stil vor Altmeister Georg Pulheim, Köln und seinem Vereinskameraden Rolf Ellerbrock. 1952 wurde er deutscher Meister im griechisch-römischen Stil vor Ellerbrock und Fritz Albrecht, Viernau/DDR. Damals wurden noch gesamtdeutsche Meisterschaften veranstaltet. 1954 wiederholte er diesen Erfolg, diesmal vor Hugo Heuser, Dettingen und Manfred Spatz, Feudenheim. 1955 und 1959 wurde er deutscher Vizemeister im Federgewicht (griechisch-römischen Stil).
Obwohl er 1952 deutscher Meister geworden war, wurde nicht er, sondern Rolf Ellerbrock für die Olympischen Spiele in Helsinki nominiert. 1953 und 1955 nahm er dann an den Weltmeisterschaften in Neapel und Karlsruhe, jeweils im griechisch-römischen Stil teil. Beide Male hatte er jedoch ausgesprochenes Lospech, traf er doch in der dritten Runde jeweils auf den späteren Weltmeister. 1953 war dies Olle Anderberg, Schweden und 1955 Imre Polyák, Ungarn. Gegen beide verlor er und schied aus. So blieb ihm 1953 der 7. und 1955 nur der 11. Platz. Höhenberger hatte aber fair und anständig gekämpft und in der internationalen Ringerwelt einen guten Eindruck hinterlassen. 
Er rang fünfmal in Länderkämpfen und wurde mit Heros Dortmund sechsmal deutscher Mannschaftsmeister. Wegen dieser sportlichen Erfolge wurde er am 12./13. Oktober 1951 mit dem Silbernen Lorbeerblatt ausgezeichnet.